# Johnson Sunday
Johnson Sunday (10 de janeiro de 1981) é um ex-futebolista profissional nigeriano que atuava como meia.

## Carreira
Johnson Sunday representou a Seleção Nigeriana de Futebol, nas Olimpíadas de 2000. 